# 布勒特努
布勒特努（法語：Bretenoux，法語發音：[bʁətnu]）是法国洛特省的一个市镇，位于该省东北部，属于菲雅克区。

## 地理
布勒特努（44°54'52"N, 1°50'18"E）面积5.69 平方千米，位于法国奧克西塔尼大區洛特省，该省份为法国西南部内陆省份，北起顺时针与科雷兹省、康塔爾省、阿韦龙省、塔恩-加龙省、洛特-加龍省和多尔多涅省接壤。
与布勒特努接壤的市镇（或旧市镇、城区）包括：塞尔河畔比亚尔、科尔纳克、日拉克、格拉讷、普吕多马、圣米歇尔卢贝茹。

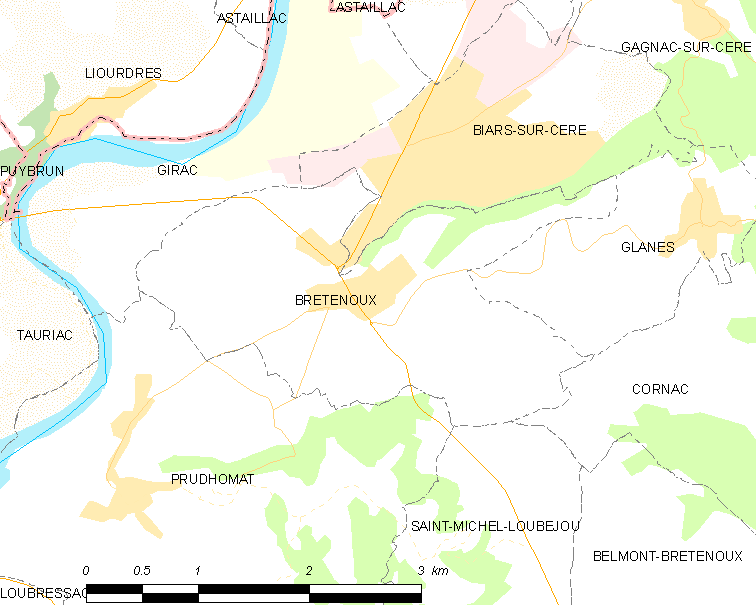
布勒特努的OSM定位图

布勒特努的时区为UTC+01:00、UTC+02:00（夏令时）。

## 行政
布勒特努的邮政编码为46130，INSEE市镇编码为46038。

## 政治
布勒特努所属的省级选区为塞尔-塞加拉县。

## 人口

1962-2008年间布勒特努人口变化图示

布勒特努于2022年1月1日时的人口数量为1429人。